# Strade Bianche for kvinder 2016
Den anden udgave af kvindernes Strade Bianche blev afholdt den 5. marts 2016, i Toscana, Italien. Den britiske verdensmester Lizzie Armitstead vandt løbet i dårligt vejr, foran Katarzyna Niewiadoma og Emma Johansson.

## Resultater
| Nr. | Rytter                     | Hold                | Tid        |
| --- | -------------------------- | ------------------- | ---------- |
| 1   | Lizzie Armitstead (GBR)    | Boels-Dolmans       | 3h 30' 13" |
| 2   | Katarzyna Niewiadoma (POL) | Rabo-Liv            | + 3"       |
| 3   | Emma Johansson (SWE)       | Wiggle High5        | + 13"      |
| 4   | Elisa Longo Borghini (ITA) | Wiggle High5        | + 1' 04"   |
| 5   | Anna van der Breggen (NED) | Rabo-Liv            | + 1' 07"   |
| 6   | Megan Guarnier (USA)       | Boels-Dolmans       | + 1' 07"   |
| 7   | Annemiek van Vleuten (NED) | Orica-AIS           | + 1' 13"   |
| 8   | Claudia Lichtenberg (GER)  | Lotto-Soudal Ladies | + 1' 17"   |
| 9   | Lauren Kitchen (AUS)       | Team Hitec Products | + 1' 17"   |
| 10  | Leah Kirchmann (CAN)       | Team Liv-Plantur    | + 1' 21"   |